# Rennenburg

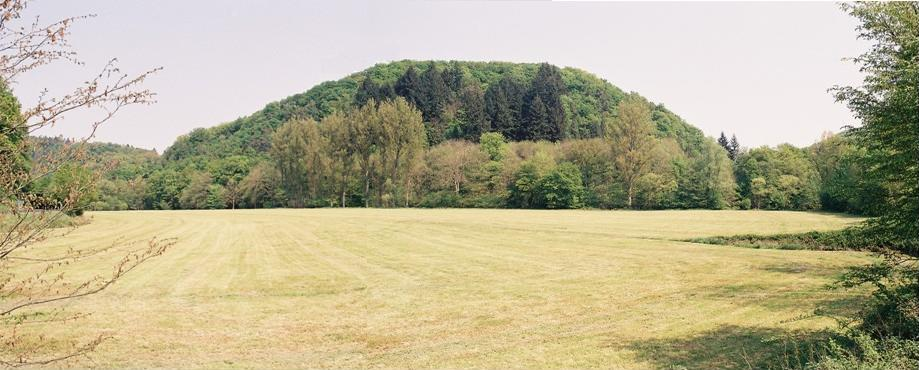
Der Rennenberg, flankiert von den Tälern der Bröl (links) und des Derenbachs (rechts). Blick von Südwest. Der abgeflachte Bereich der Baumwipfel kennzeichnet das Plateau, auf dem die Rennenburg liegt.

Die Rennenburg ist eine frühmittelalterliche Ringwallanlage im Ortsteil Winterscheid der Gemeinde Ruppichteroth im Rhein-Sieg-Kreis im Süden von Nordrhein-Westfalen (Deutschland).

## Lage
Die Anlage liegt auf einem steilen Bergsporn, einem Nebengipfel des 360 m entfernten und 164,1 m hohen Rennenbergs, oberhalb der Mündung des Derenbachs in die Bröl. Die einstige Spornburg befindet sich auf 153,1 m ü. NHN und somit gut 70 m über dem Talgrund, unweit des westlichen Endes des Nutscheid genannten Höhenzuges.

## Geschichte
Der Platz wurde mindestens seit der späten vorrömischen Eisenzeit (späte Latènezeit), als er im Siedlungsgebiet der Ubier lag, bis zum Mittelalter genutzt, allerdings mit längeren Unterbrechungen. Naheliegend ist dabei die Verwendung bzw. Bestimmung als Fliehburg, in der die Bevölkerung vor Bedrohungen in Kriegszeiten Zuflucht suchte. Die Annahme einer Fliehburg ist jedoch nicht gesichert. Die Lage an der Bröl und die Beherrschung des Tals durch die Anlage lässt auch eine Nutzung als Wehr- und Sperranlage zu. Eine erste Bestandsaufnahme durch Archäologen des Rheinischen Landesmuseums in Bonn 1939 und deren Fortführung in Form systematischer Untersuchungen in den Jahren 1956, 1958 und 1959 konnten zwar den Zeitraum der Errichtung der Anlage eingrenzen (s. u.). Die Fundlage war jedoch nicht so aussagekräftig, dass eine längere Benutzung oder Bewohnung als gesichert gelten kann. Möglicherweise wurde das mittelalterliche Bauwerk vorsorglich errichtet, aber noch vor Fertigstellung aufgelassen, weil die ursprüngliche Gefahr nicht mehr als gegeben angesehen wurde.
Denkbar ist auch, dass es sich um eine Anlage zum Schutz einer Eisenschmelze gehandelt hat. Neuere Grabungen in den 1990er Jahren erbrachten jedoch keine weiteren Erkenntnisse hierzu. Schriftliche Zeugnisse sind nicht bekannt.

## Anlage

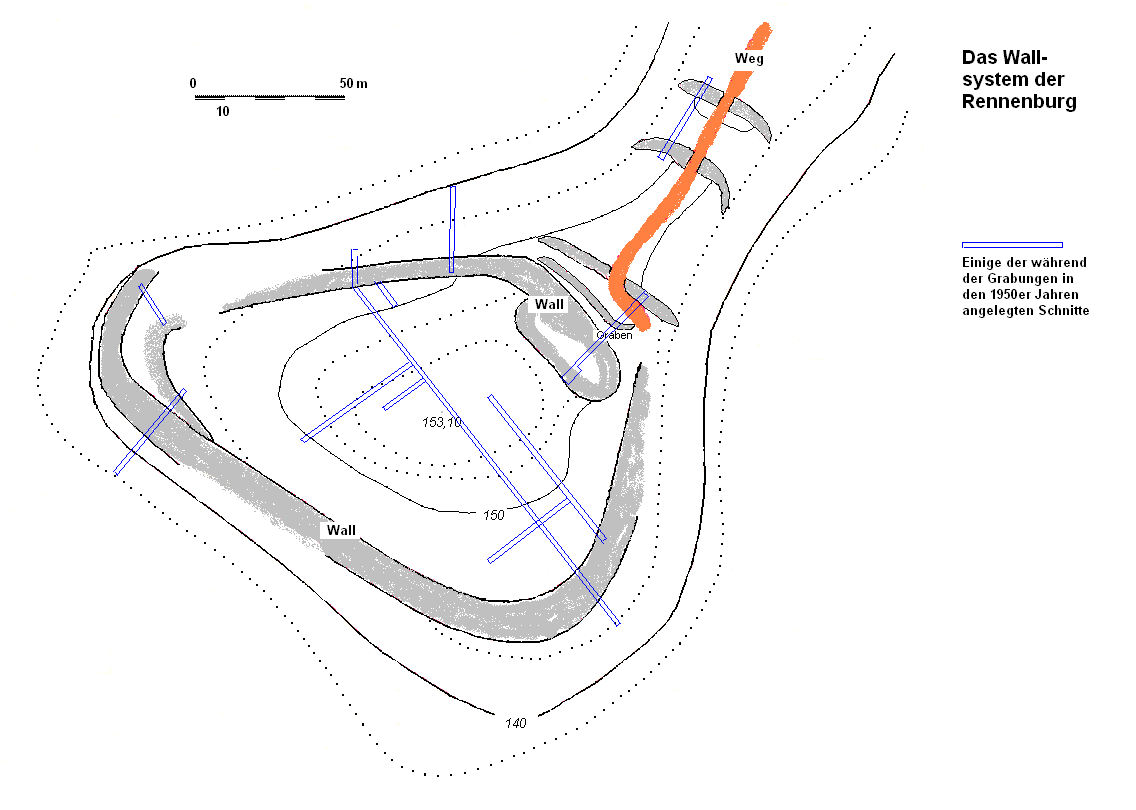
Übersichtsplan der Rennenburg

Die Ringwallanlage in der jetzigen Erscheinungsform wird aufgrund gleichartiger Anlagen in die Zeit des 9. bis 10. Jahrhunderts datiert. Aus dieser Zeit stammt auch die Mehrzahl der hier gefundenen Keramikscherben und ein Eisensporn. Da aber die Bauweise solcher Anlagen (Doppelreihe von Baumstämmen oder Balken, aufgefüllt mit Erde und Steinen, gegebenenfalls Mauerkern, ergänzt mit hölzernen Aufbauten, z. B. Palisaden oder Brustwehren) über viele Jahrhunderte von der Steinzeit bis ins Mittelalter ähnlich blieb, besteht hier keine letzte Gewissheit.
Aus nordöstlicher Richtung kommend stößt man zunächst – an der schmalsten und damit gut zu verteidigenden Stelle des Bergsattels – auf die Reste von zwei Abschnittswällen mit Gräben, die dem eigentlichen, birnenförmigen Wallsystem vorgelagert sind. Hier finden sich Spuren eines Mauerkerns, der aus einer doppelten Bruchsteinmauer von 1 m bzw. 0,80 m besteht und mit Kalksandmörtel verbunden war. Zudem wurden (Brand-)Reste einer früheren Anlage festgestellt, die in das erste vorchristliche Jahrhundert datiert wird: Unter der Ringmauer fanden sich in einer bis zu 0,30 m starken Kulturschicht Pfostenverfärbungen eines in Brand aufgegangenen Erd-/Holzwalles. Daraus ergibt sich, dass die heute vorzufindende mittelalterliche Befestigung auf einer vorgeschichtlichen Anlage unter Nutzung bzw. Ausbau der seinerzeit noch vorhandenen, aber verfallenen Überreste dieses Vorgängerbaus errichtet wurde.
Die Ausdehnung des Wallrings in Nord-Süd-Richtung beträgt rund 120 m, die größte Breite etwa 180 m. Der Ring ist heute nicht mehr vollständig geschlossen, sein mächtigster, etwa 3 bis 4 m hoher Teil, der Schildwall, wendet sich gegen den Bergsattel und ist auf dem Foto oben rechts erkennbar. Ihm vorgelagert ist ein bis zu 4 m tiefer, teilweise in den Felsboden eingeschlagener Graben von gut 6 m Breite sowie ein weiterer, flacherer Erdwall. Der eigentliche Ringwall ist – abgesehen von dem Abschnitt auf der Zugangsseite – relativ niedrig, da der hauptsächliche Schutz in den steil abfallenden Hängen des Rennenberges lag. Es gibt zudem Hinweise auf einen im Zugangsbereich errichteten Wachtturm bzw. eine Toranlage. Neben dem nördlichen Ende des Schildwalles liegen die verborgenen Fundamente eines steinernen Gebäudes.
Das Areal steht unter Denkmalschutz.